# Antiblemma nigerrimasigna
Antiblemma nigerrimasigna là một loài bướm đêm trong họ Erebidae.